# Heilig Kreuz (Isernhagen)

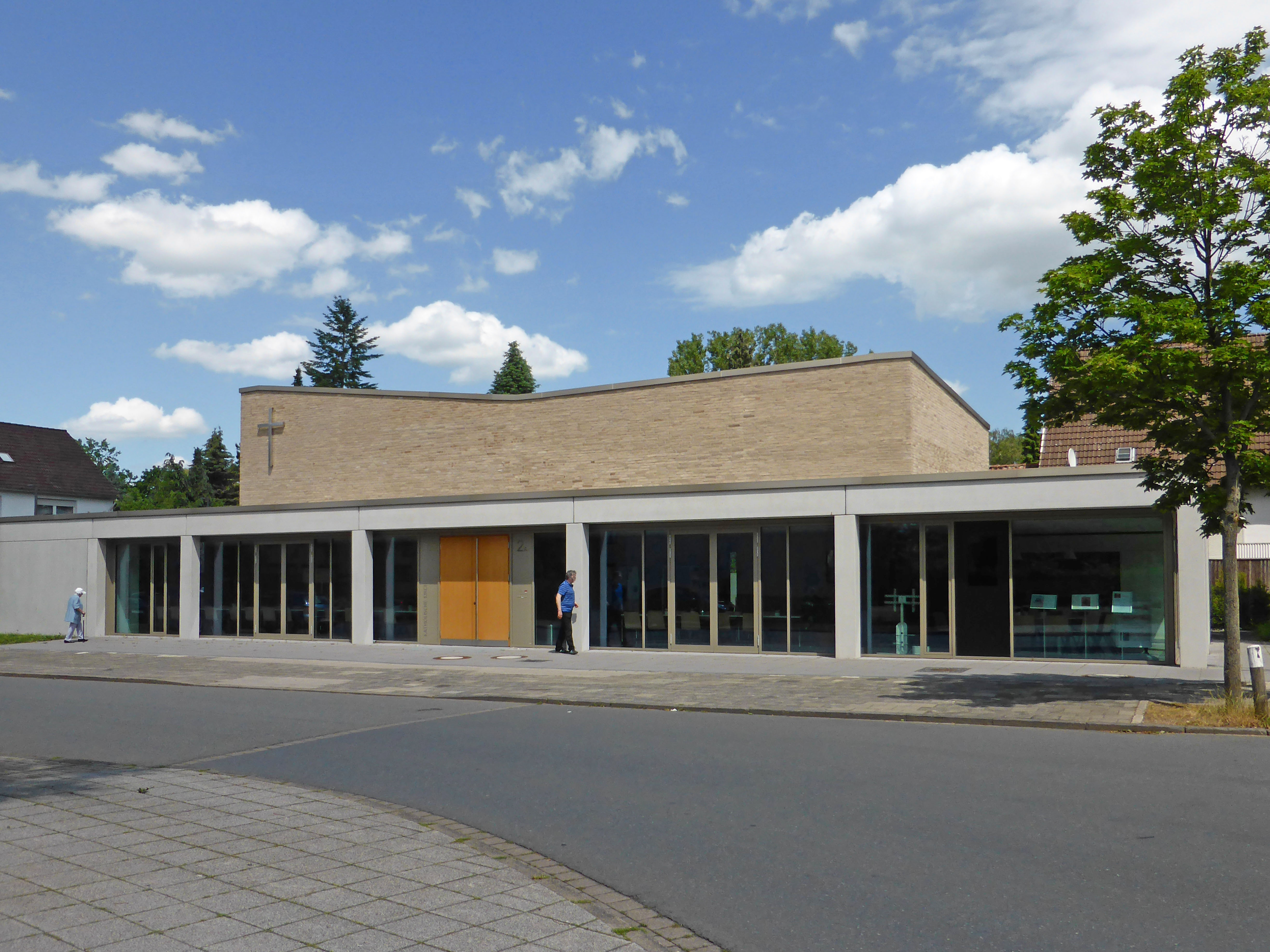
Heilig-Kreuz-Kirche von 2017

Die Kirche Heilig Kreuz ist die katholische Kirche in Altwarmbüchen, einem Ortsteil der Gemeinde Isernhagen in der Region Hannover in Niedersachsen. Sie gehört zur Pfarrgemeinde „Heilig Geist“ mit Sitz im Hannoverschen Stadtteil Bothfeld, im Dekanat Hannover des Bistums Hildesheim. Die nach dem Kreuz Jesu benannte Kirche befand sich bis 2015 in der Bothfelder Straße 15. Am 8. Januar 2017 wurde der Nachfolgebau auf der gegenüberliegenden Straßenseite geweiht.

## Geschichte

### Vorgeschichte
Im 16. Jahrhundert wurde die Bevölkerung im Raum Hannover durch die Einführung der Reformation evangelisch-lutherisch.
Infolge des Zweiten Weltkriegs ließen sich katholische Flüchtlinge und Heimatvertriebene aus den Ostgebieten des Deutschen Reiches auch in Altwarmbüchen und seiner Umgebung nieder. Zunächst fanden katholische Gottesdienste in der Altwarmbüchener Friedhofskapelle oder in profanen Räumen statt.

### Kirche von 1971

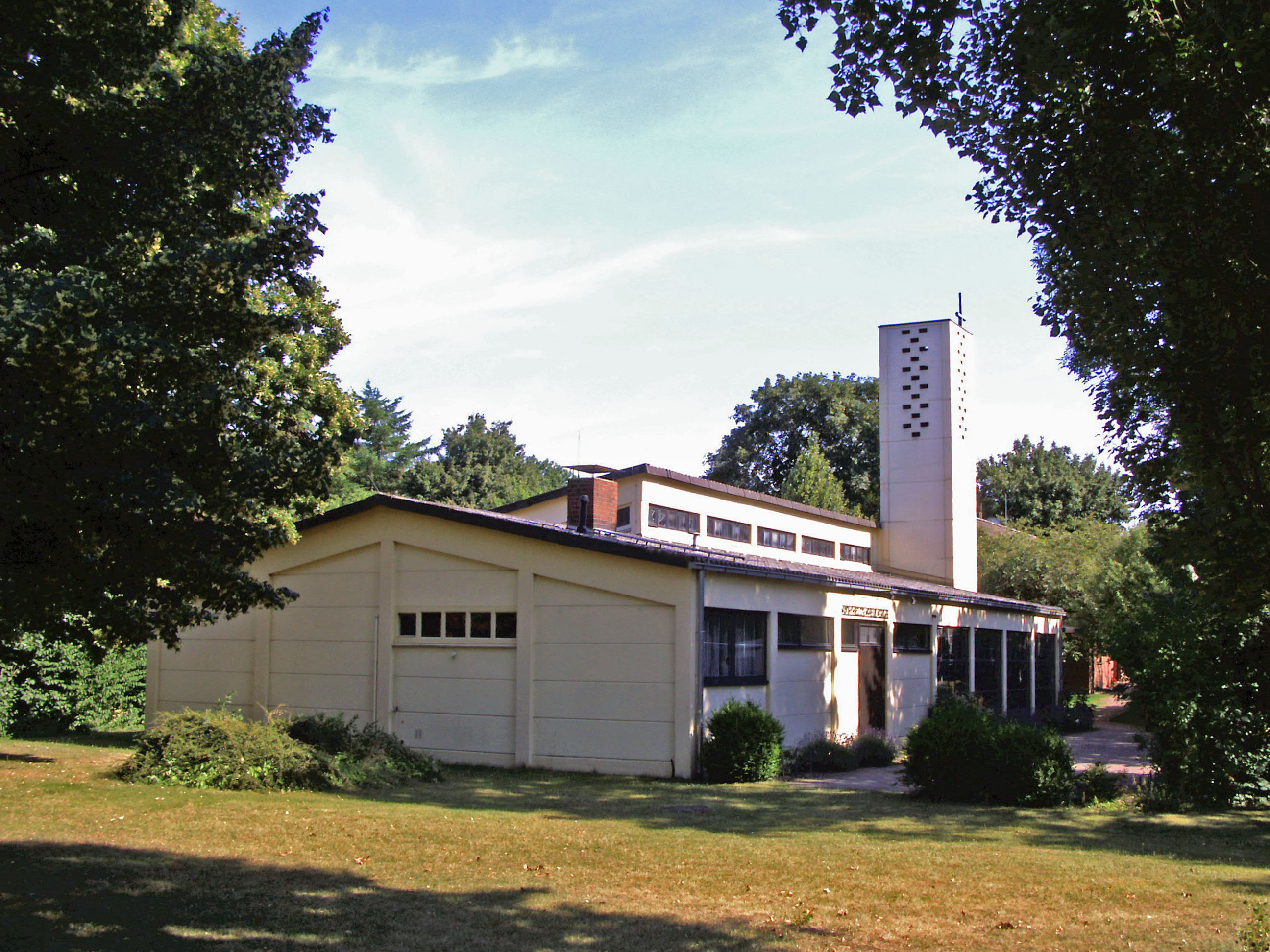
Heilig-Kreuz-Kirche von 1971

Am 13. September 1970 erfolgte die Grundsteinlegung der Heilig-Kreuz-Kirche, und am 28. März 1971 folgte durch Bischof Heinrich Maria Janssen ihre Benediktion. 1987 wurde die selbstständige Kirchengemeinde (Kuratiegemeinde) „Heilig Kreuz“ errichtet, zuvor gehörte die Kirche zur Bothfelder Pfarrei „Heilig Geist“. 1987 wurde auch das südlich der Kirche gelegene Pfarrhaus erbaut.
Vom 1. Mai 2007 an gehörte die Kirche zum damals neu errichteten Dekanat Hannover, zuvor gehörte sie zum Dekanat Hannover-Nord. Ab dem 1. September 2010 gehörte die Kirche wieder zur Pfarrgemeinde „Heilig Geist“, die Kirchengemeinde „Hl. Kreuz, Isernhagen-Altwarmbüchen“ wurde aufgehoben.
Für den Bau eines REWE-Supermarktes wurde die Kirche am 26. September 2015 von Weihbischof Heinz-Günter Bongartz profaniert und noch im gleichen Jahr abgerissen.

### Kirche von 2017

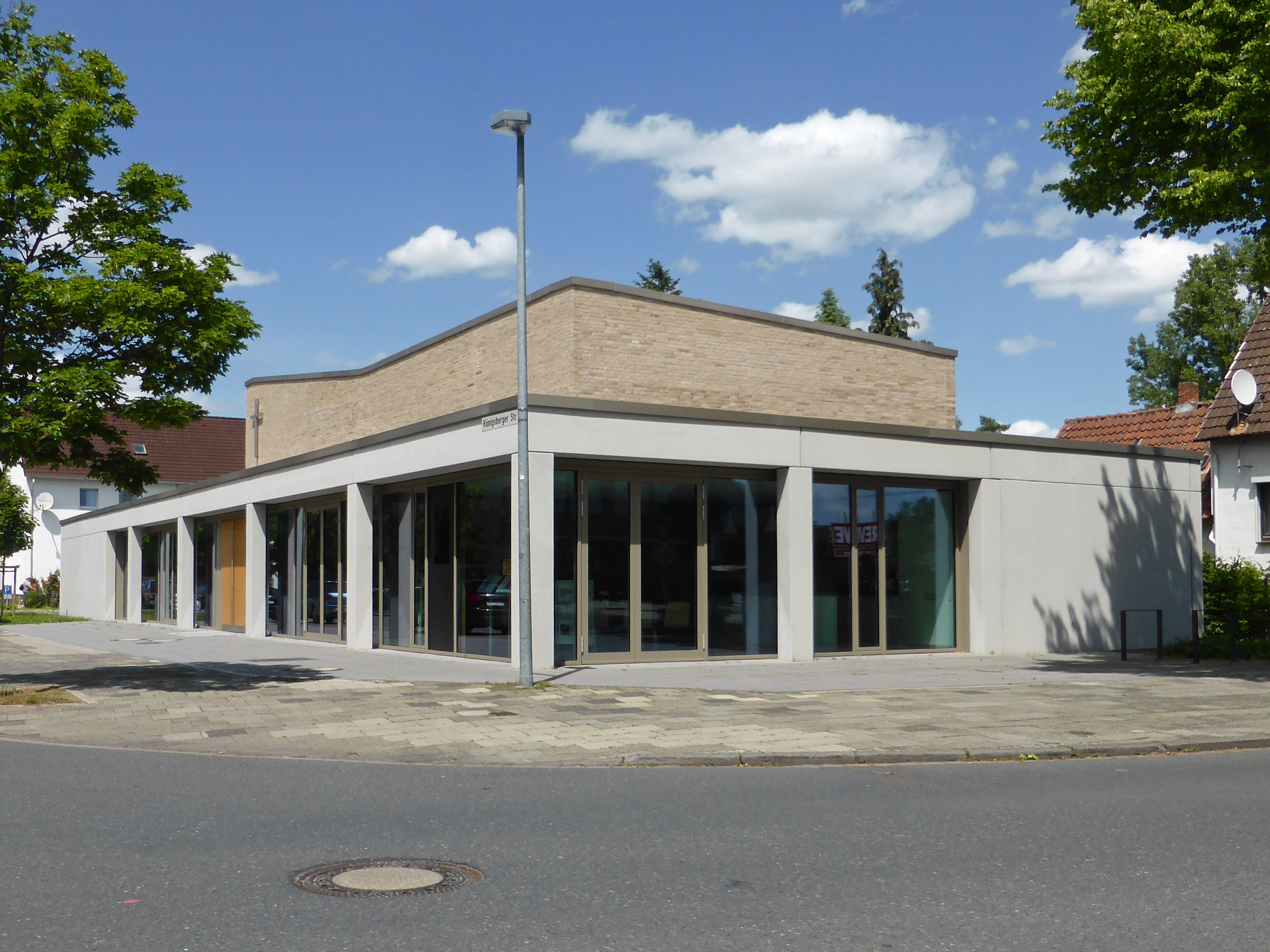
Heilig-Kreuz-Kirche von 2017

Auf einem gegenüberliegenden Grundstück erfolgte am 9. Januar 2016 durch Propst Martin Tenge die Grundsteinlegung für einen Nachfolgebau, der den gleichen Namen wie die bisherige Kirche trägt. Die Baukosten wurden mit 1,9 Millionen Euro veranschlagt, mehr als die Hälfte davon wurde aus dem Verkaufserlös des bisherigen Kirchengrundstücks gedeckt. Am 8. Januar 2017 wurde der Neubau der Heilig-Kreuz-Kirche in der Königsberger Straße 2A von Bischof Norbert Trelle geweiht. Das war die einzige Kirchweihe in der von 2005 bis 2017 dauernden Amtszeit von Bischof Norbert Trelle, und die erste Kirchweihe im Bistum Hildesheim seit 1997, als in Rittmarshausen bei Göttingen die Heilig-Kreuz-Kapelle geweiht wurde.

## Architektur und Ausstattung

### Kirche von 1971

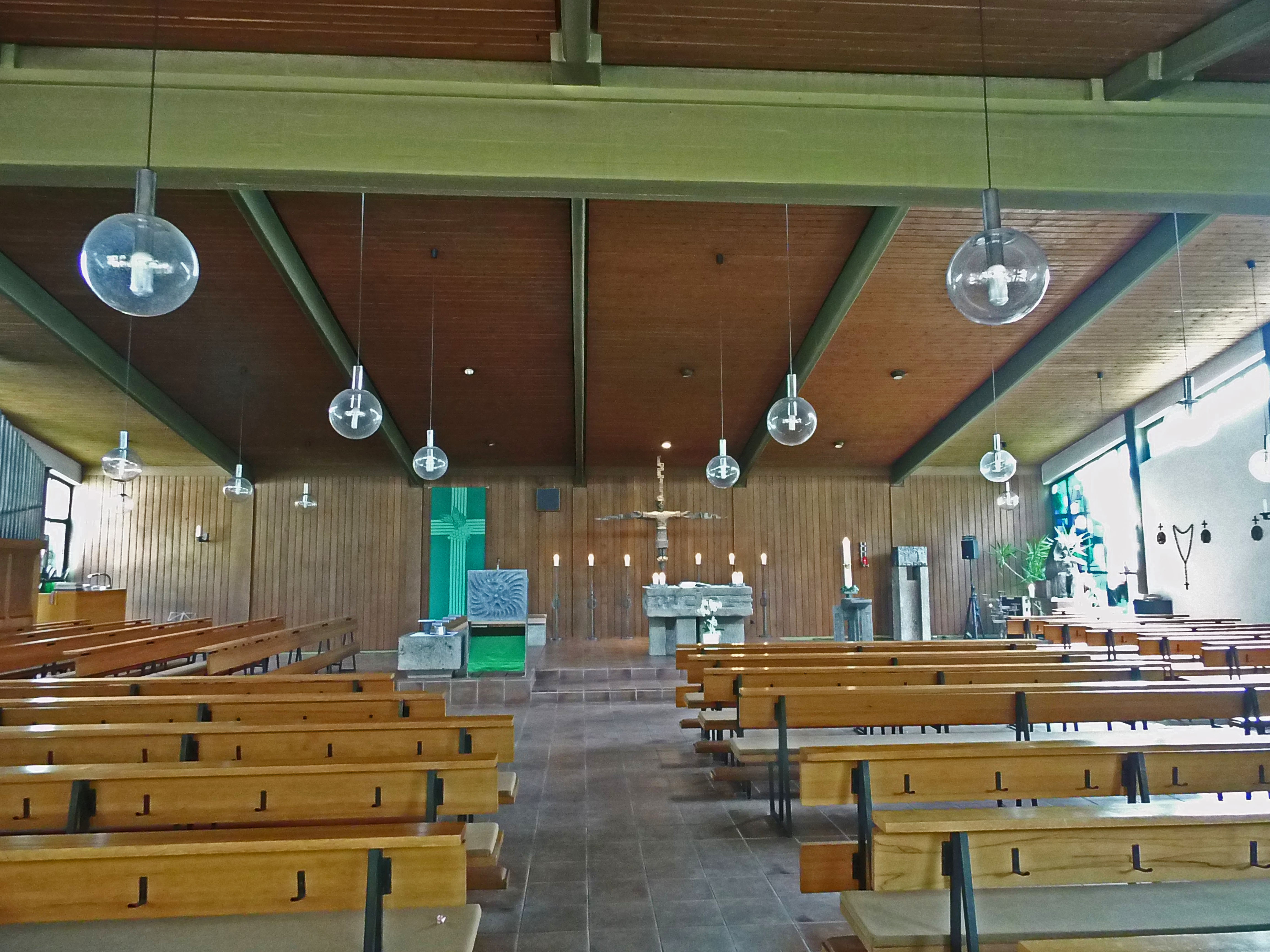
Inneres der Heilig-Kreuz-Kirche von 1971

Die geostete Kirche befand sich in rund 57 Meter Höhe über dem Meeresspiegel. Sie wurde, als Beton-Fertigteilkirche mit glockenlosem Turm, nach Plänen von Josef Fehlig errichtet und bot 195 Sitzplätze. Den Altar, das freistehende Kruzifix, den Tabernakel, die Marienstatue und die Buntglasfenster schuf der Rottweiler Maler und Bildhauer Siegfried Haas (1921–2011). Zur Innenausstattung der Kirche gehörten ferner ein Beichtstuhl, eine elektronische Orgel und 14 Kreuzwegstationen. Nördlich an den Kirchenraum angrenzend, und von ihm durch Falttüren getrennt, befand sich der Gemeindesaal. Auf dem Kirchengrundstück stand ferner ein mehrere Meter hohes Holzkreuz.

### Kirche von 2017
Der turmlose Bau entstand nach Plänen des Architekten Oliver Arndt vom Architekturbüro Pape & Kost GbR in Hiddestorf. Die große Glasfront im Erdgeschoss soll die Offenheit der Kirche zu den Menschen symbolisieren. Kirchraum und Pfarrheim befinden sich in einem Gebäudekomplex, der Kirchraum kann durch verschiebbare Wände eine Größe von 50 oder 150 m² aufweisen. Der schlichte Kirchraum ist durch indirekte Beleuchtung, helle Wände und helles Eichenholz geprägt. Die Marienstatue stammt aus der profanierten Kirche St. Bruder Konrad (Hannover). Tabernakel, Weihwasserbecken, Leuchter und das Kreuz an der Außenwand wurden vom Hildesheimer Kunstschmied Michael Haas entworfen und hergestellt. Zum Inventar der Kirche gehört auch eine neue elektronische Orgel.